# Dominic Thiem
Dominic Thiem, född 3 september 1993, är en österrikisk före detta tennisspelare. Han var som högst rankad på tredje plats på ATP-rankningen, vilket han nådde den 2 mars 2020. Thiem är den näst högst rankade österrikiska spelaren i historien efter Thomas Muster som nådde förstaplatsen på ATP-rankningen.
Thiem tog sin första Grand Slam-titel under 2020 då han vann US Open efter att ha besegrat Alexander Zverev i finalen.